# Dortmunder Actien-Brauerei

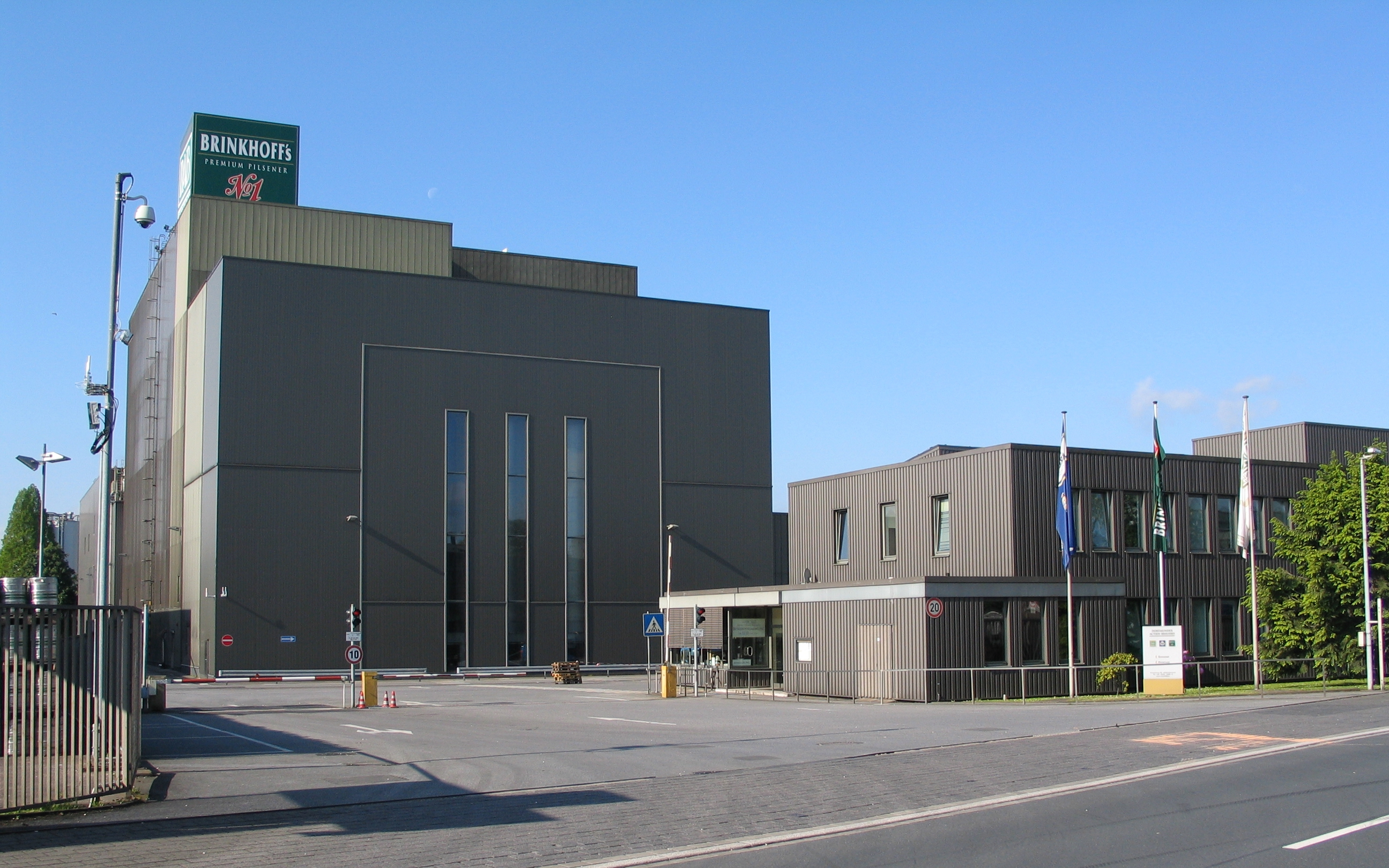
Dortmunder Actien-Brauerei

Die Dortmunder Actien-Brauerei (DAB) ist eine Dortmunder Brauerei.

## Geschichte

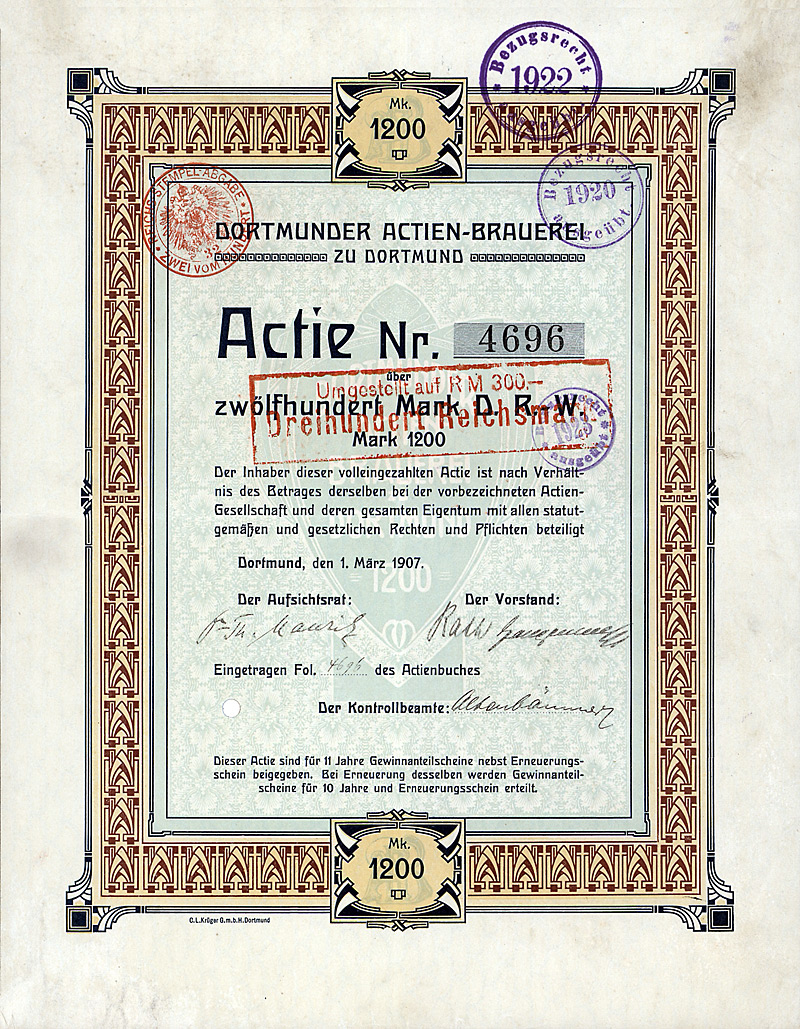
Aktie über 1200 Mark der Dortmunder Actien-Brauerei vom 1. März 1907

Das alte Logo der Dortmunder Actien-Brauerei

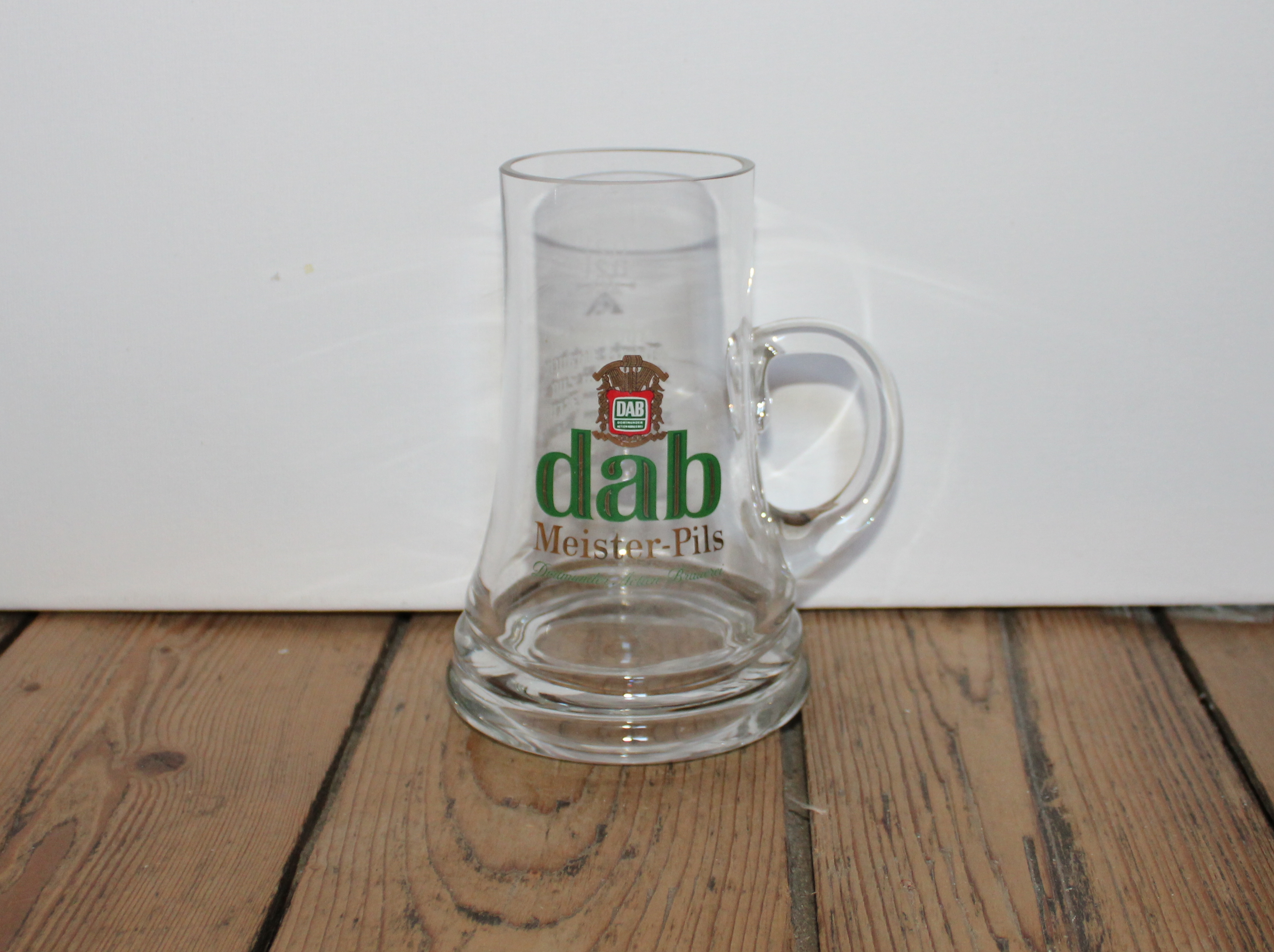
Altes 0,2-Liter-DAB-Glas

Das Unternehmen wurde 1868 von den Dortmunder Kaufleuten Laurenz Fischer, Heinrich und Friedrich Mauritz zusammen mit Braumeister Heinrich Herberz unter dem Namen Bierbrauerei Herberz & Co. gegründet. Das Gelände erstanden sie 1867 für 4500 Taler. 1872 erfolgte die Umbenennung in Dortmunder Actien-Brauerei.
Als eine von vormals vielen Brauereien der Bierstadt Dortmund verfolgte die Brauerei ab 1879 eine Export-Strategie. Das DAB-Bier, ab 1881 vor allem als „Dortmunder Helles“ in untergäriger Brauweise hergestellt, wurde in alle Kontinente exportiert. Im selben Jahr wird unter persönlicher Leitung von Carl von Linde eine der ersten von ihm erfundenen Kältemaschinen aufgestellt. 1885 überstieg die Jahresproduktion die 100.000 Hektoliter. Als eine der ersten deutschen Brauereien richtete die DAB 1893 ein chemisch-bakteriologisches Laboratorium ein.
Im Jahr 1894 starb der Gründer Heinrich Mauritz. Ab 1895 übernahm sein Sohn Theodor (1867–1944) den Vorsitz im Aufsichtsrat. Zur Jahrhundertwende verzeichnete die Brauerei einen Jahresausstoß von 160.000 Hektoliter, 1913 sogar schon 250.000 Hektoliter.
Als der Konzentrationsprozess nach dem Ersten Weltkrieg die Zahl der Dortmunder Brauereien von 28 auf 8 reduzierte, steuerte die DAB schon auf Expansionskurs und erwarb die Tremonia-Brauerei und die Klosterbrauerei Meininghaus. Bis 1930 stieg der Bierabsatz auf 770.000 Hektoliter. 1933 wurde Alfred Mauritz (1867–1938), Sohn von Friedrich Mauritz und Cousin von Theodor, Vorsitzender des Aufsichtsrats. In dieser Zeit erreichte der Bierausstoß 800 000 Hektoliter bei einer Belegschaft von 750 Personen. Nach seinem Tod 1938 übernahm Otto Mauritz, der Sohn von Theodor Mauritz, den Aufsichtsratsvorsitz.
Nach dem Zweiten Weltkrieg wurden die zerstörten Produktionsanlagen neu aufgebaut. 1959 ist die DAB als zweite Brauerei der Bundesrepublik „Hektoliter-Millionär“ und feierte 1968 ihr 100-jähriges Bestehen mit einem Jahresausstoß von 1,6 Millionen Hektoliter.
1971 übernahm die Dortmunder Actien-Brauerei die Aktienmehrheit des lokalen Konkurrenten Dortmunder Hansa und zog mit dem Betrieb am 5. März 1982 in den rund 150 Millionen Mark teuren Neubau an der Steiger-/Burgholzstraße, dem geschichtsträchtigen Standort der ehemaligen Borussia- und späteren Hansa-Brauerei. Der Sitz der Brauerei blieb bis zum Jahre 1983 auf der Rheinischen Straße, dem traditionsreichen Standort, dem sogenannten Brauereiviertel. Der Kaufpreis galt gemeinhin als zu hoch. Von den finanziellen Belastungen konnte sich die DAB über einige Jahre nicht erholen.
1983 wurde die Osnabrücker Aktien-Bierbrauerei (OAB) übernommen.
Die neue DAB ist 1984 mit einem jährlichen Ausstoß von 2,6 Millionen Hektoliter die größte Brauerei im Ruhrgebiet.
Der 1996 erfolgte Kauf der Marken- und Vertriebsrechte der Privatbrauerei Dortmunder Kronen konnte den Abwärtstrend nicht stoppen. 1997 erweitert die DAB ihre Braukapazität von 3,4 Millionen auf 4 Millionen Hektoliter.
2001 stellte der Aufsichtsrat eine Überschuldung fest, und die Frankfurter Binding-Brauerei sicherte zunächst durch Kredite den weiteren Betrieb.
2002 wurden durch Ausschluss von Minderheitsaktionären durch die mittlerweile in Radeberger-Gruppe umbenannte Binding, die wiederum zur Oetker-Gruppe gehört, die ehemaligen Anteilshaber abgefunden.
Auf dem Gelände der DAB-Brauerei an der Steigerstraße, unweit des Borsigplatzes, wurde im April 2006 das Brauereimuseum Dortmund wiedereröffnet, das zuvor im Wenkerkeller der Privatbrauerei Dortmunder Kronen untergebracht war. Zu Beginn des 20. Jahrhunderts stand auf diesem Gelände die Brauerei Borussia – Namensgeber des bekannten Dortmunder Fußballvereins –, die später von der Brauerei Hansa übernommen wurde.
2006 wurde die Rechtsform der Dortmunder Actien-Brauerei AG in eine GmbH gewechselt.
Im Februar 2007 wurde angekündigt, dass nun wieder vermehrt für das Dortmunder Bier geworben werden soll. Die Flaschenform des Dortmunder Kronen wurde geändert, ein neues Etikett entworfen und aus dem Slogan „Die Krone Westfalens“ wurde „Aus dem Herzen Dortmunds“. Hövels wird bundesweit vertrieben, DAB soll vermehrt in Italien wachsen, weil es dort bereits gut angenommen wird, und auch Brinkhoff’s wird mehr beworben.
Seit der Schließung der Binding-Brauerei (ebenfalls Radeberger-Gruppe) im September 2023 werden in Dortmund auch die Marken Schöfferhofer und Clausthaler gebraut.